# Die Stadt ohne Juden
Die Stadt ohne Juden ist ein österreichischer Stummfilm aus dem Jahr 1924, der auf dem zwei Jahre zuvor erschienenen gleichnamigen Roman von Hugo Bettauer basiert und dem Genre des Expressionismus zugeordnet wird. Dem Roman von übermorgen, wie der Untertitel lautet, wird aus heutiger Perspektive oft prophetische Weitsicht in Bezug auf die Geschehnisse im Dritten Reich zugeschrieben, die sich auch in den filmischen Bildern der Vertreibung der Juden widerspiegelt. Die Regie führte Hans Karl Breslauer. 2019 erschien eine vollständig rekonstruierte Fassung des zeitweilig als verschollen gegoltenen Films.

## Handlung
Im historischen Wien der 1920er Jahre, im Film als Utopia bezeichnet, herrschen in der Bevölkerung die drei epochalen Grunderfahrungen vor: Verlustgefühl, drohende soziale Deklassierung und eine Stimmung zwischen Revolutionsgeist und Erregungskultur. Zudem spitzen Inflation und Arbeitslosigkeit die gespannte Lage zu. Das Volk fordert die Ausweisung der Juden, die es für die negativen Entwicklungen verantwortlich macht. Der Bundeskanzler Dr. Schwerdtfeger, zunächst reserviert, setzt sich aus taktischen Gründen an die ideologische Spitze dieser Bewegung und liefert in seinen Reden vor dem Parlament Gründe der Unmöglichkeit des Zusammenlebens mit der jüdischen Bevölkerung. Hierzu werden verschiedene Stereotype aufgegriffen, die mit antisemitischer Rhetorik im Allgemeinen sowie mit bestimmten Stilmitteln aus den Reden jener Zeit beinahe vollständig übereinstimmen. Die Ausweisung der Juden per Eisenbahn  bzw. als Fußmarsch wird detailliert vorgeführt. Verschiedene jüdische Lebensrealitäten werden nebeneinander in ihrer Diversität gezeigt (anders als beispielsweise im Golem-Film von 1920, wo die „jüdische“ Welt pauschal als in sich geschlossene, homogene und als „fremdartig“ empfundene  Welt einer „christlichen“ Lebenswelt gegenübergestellt wird). So wird etwa deutlich innerhalb der jüdischen Gemeinschaft zwischen „akkulturierten“ Wiener Juden und neu zugezogenen Ostjuden unterschieden, zwischen denen es so gut wie keine Verbindungen gibt.
Alle Gesellschaftsteile werden klischeehaft dargestellt, was absichtlich inszeniert und bewusst eingesetzt wurde. Die meisten Figuren bewegen sich im städtisch-bürgerlichen Milieu bzw. in der Oberschicht. Die Juden aus dem Osten werden in ärmlichen Verhältnissen und in Beziehung zu religiöser Symbolik eingeführt. Sie reagieren auf die Ausweisung vornehmlich leidend und duldend. Nach dem erhofften wirtschaftlichen Aufschwung tritt sehr bald der kulturelle und wirtschaftliche Verfall ein – Wien „verdorft“. In den Theatern werden nur noch Werke von Ludwig Ganghofer und Ludwig Anzengruber gespielt. Viele Kaffeehäuser stehen leer oder werden in Stehbierhallen umgebaut. Der Handel geht stark zurück oder verlagert sich in andere Städte; im Buch sind es Prag und Budapest. Bundeskanzler Schwerdtfeger beginnt, seine Entscheidung zu bereuen und verfällt in eine depressive Lethargie.
Der Protagonist Leo Strakosch kehrt mit gefälschten Papieren inkognito als Kunstmaler aus Paris zurück; es gelingt ihm aufgrund seines Listenreichtums, den Juden die Rückkehr in die Stadt möglich zu machen. Die List besteht zum einen aus der Beeinflussung der öffentlichen Meinung zugunsten der Juden: Er platziert in der Stadt Aushänge des fiktiven Bundes des „wahrhaftigen Christen“, die auf die Verschlechterung der Situation ohne die Juden aufmerksam machen. Zum anderen im Außer-Gefecht-Setzen des größten Antisemiten und Alkoholikers Bernart und im Komplott mit dessen Dienstboten durch Bestechung. Dies ermöglicht eine Abstimmung zugunsten der Rückreise der Juden, während Rat Bernart sich in einer Irrenanstalt wiederfindet. In einer expressionistischen Szenerie, bestehend aus einer asymmetrischen Zelle in einer klaustrophobischen Umgebung, sieht er sich plötzlich von überall aufleuchtenden Davidsternen bedroht. Durch die letztlich glückliche Wiedervereinigung der Liebespaare soll symbolisch die Notwendigkeit der Harmonie innerhalb der gesamten Bevölkerung demonstriert werden. Protagonisten sind hierbei das intellektuelle, romantische Liebespaar Lotte, das „süße Wiener Mädel“, und Leo, sowie das komödiantische Paar der Bediensteten im Hause des Rates Volbert. Dieser zerstört dagegen durch seine unbedachte Stimme für die Ausweisung der Juden (und damit seines Schwiegersohnes) seine eigene Familie. Die Paare bestehen jeweils aus einem jüdischen Mann und einer christlichen Frau.
In der 2000 rekonstruierten Filmversion wacht Bernart zum Schluss im Wirtshaus auf, wodurch die Ereignisse zum Inhalt seines Traumes erklärt werden, durch den er die Wichtigkeit eines friedlichen Zusammenlebens erkennt. In der neurekonstruierten Version hingegen verbleibt Bernart im Irrenhaus, der Film endet mit der Begrüßung der zurückgekehrten Juden durch den Wiener Bürgermeister Laberl, die Aussage über die Wichtigkeit des friedlichen Zusammenlebens erscheint als allgemeiner Schlusstitel und ist nicht einer einzelnen Person zugeordnet.

## Unterschiede zur Buchvorlage
Teilweise wurden Szenen des Romans für den Film umgestellt oder neue hinzugefügt. Provokante Kapitel des Romans – etwa das, in dem sich Prostituierte über die Ausweisung ihrer reichen jüdischen Klienten beklagen – ließ der Film aus. Die größte Veränderung ist jedoch die Verschleierung der Stadt Wien sowie auch der damaligen politischen Parteienlandschaft, die im Buch explizit genannt werden, wie in dem Kapitel „Das Ende der Hakenkreuzler“. Auch das Parlament ist ursprünglich in mehrere Gruppen und Einzelpersonen unterteilt, woraus im Film zwei verfeindete Logen wurden. Bundeskanzler Schwerdtfeger ist teilweise dem realen Politiker Ignaz Seipel (österreichischer Bundeskanzler zur Entstehungszeit von Roman und Film) nachempfunden, zum Teil auch dem antisemitischen Wiener Bürgermeister Karl Lueger, wird allerdings im Film weniger fanatisch, dafür jedoch moralisch zerrissener dargestellt als in der Buchvorlage. Die Aussparungen sollten der Entschärfung des politischen Sprengstoffes dienen und hatten den Zweck einer möglichst breiten Publikumsansprache. Auch wird die Anspielung auf die Pädophilie des Rates Bernart ausgelassen. Zudem wurde Lottes Familiengeschichte sowie ihre Krankheit ausgespart, die im Buch den Grund darstellt, warum ihr Vater ihr den weiteren Kontakt mit Leo verbietet. Die Wiedervereinigung des Liebespaares findet in Lottes Villa und nicht wie im Roman in einer Gartenszene statt. Das Dandy-hafte und modisch affine der jüdischen Bevölkerung wird im Film nur angedeutet, aber in der literarischen Vorlage häufig thematisiert. Allgemein wird die Judenvertreibung im Roman zwar wesentlich dramatischer dargestellt, jedoch wird das passive Leiden in der Filmadaption viel prominenter gemacht. Zudem werden die Massenszenen, die im Film durch 68 Nebendarsteller, die vor der Außenkamera synchron die Hüte oder Fäuste wedeln, je nach Ge- oder Missfallen, nicht als adäquates Äquivalent für die beschriebenen Massenaufläufe empfunden, obwohl tatsächliche dokumentarische Aufnahmen eingefügt wurden.
Der auffälligste Unterschied sind die zwei Versionen des versöhnlichen Happy Ends. Im Roman wird Leo als erster Rückkehrer vom Bürgermeister mit den Worten begrüßt „mein lieber Jude“. Dagegen stellt sich in der 2000 veröffentlichten bearbeiteten Fassung innerhalb der expressionistischen Szenerie im Irrenhaus das Ganze in einer überraschenden Wende als ein Traum des Antisemiten Bernart heraus, welcher im Wirtshaus aufwacht – und damit den Expressionismus in die Traumwelt verbannt – und mit den Worten schließt: „Gottlob, daß der dumme Traum vorbei ist – wir sind ja alle nur Menschen und wollen keinen Haß – Leben wollen wir – ruhig nebeneinander leben.“ In der 2018 neu rekonstruierten Version findet sich das Ende jedoch ähnlich wie im Roman, auch hier spricht der Bürgermeister zu Leo, als dem ersten zurückgekehrten Juden, die Begrüßungsworte „Mein lieber Jude!“

## Entstehung
Die Buchvorlage Die Stadt ohne Juden – ein Roman von übermorgen geht auf den damals populären Romanschriftsteller Hugo Bettauer zurück, der aus einer akkulturierten jüdischen Familie aus Wien stammte, jedoch früh zum evangelischen Glauben konvertiert war. Die Stadt ohne Juden war sein großer Durchbruch und wurde auch in mehrere Sprachen übersetzt. Bettauer selbst beschreibt seine Idee zu dem Roman als zufälliges Gedankenspiel, ausgelöst durch die Schmiererei „Juden raus“ in einem öffentlichen Toilettenraum. Nur wenige Monate nach der Premiere wurde Bettauer von dem zeitweiligen NSDAP-Mitglied Otto Rothstock in seinem Büro niedergeschossen – Bettauer erlag den Verletzungen bald danach –, woraufhin dieser, obwohl als „Meuchelmörder“ angeklagt, lediglich wenige Monate in verschiedenen Nervenheilanstalten zubringen musste und 1927 ohne weitere Auflagen entlassen wurde.
Der Regisseur Hans Karl Breslauer arbeitete mit Ida Jenbach an dem Drehbuch und ließ auch den Autor des Romans an dem Entstehungsprozess teilhaben. Breslauer selbst war in der ersten Zeit seines Lebens Schauspieler, später Drehbuchautor und Regisseur. Die Verfilmung von Die Stadt ohne Juden war seine letzte Regiearbeit. Im Nachhinein ist er vornehmlich als Schriftsteller in Erscheinung getreten und trat 1940 der NSDAP bei. Nach dem Krieg mietete er sich in einem Gasthof ein, konnte jedoch an alte Erfolge nicht anknüpfen und starb in Armut. Er produzierte den Film mit Filmgesellschaften, die im Nachhinein keinen rechtlichen Status aufwiesen und möglicherweise für Privatinvestoren stehen sollten.
Johannes Riemann, der hier den sich für die Rückkehr der Juden engagierenden Leo Strakosch darstellt, wurde später NSDAP-Mitglied und Staatsschauspieler und trat unter anderem vor Wachpersonal im KZ Auschwitz auf, während die Darsteller der größten Antisemiten, Hans Moser und Eugen Neufeld, Gegenteiliges erlebten: Neufeld wurde aufgrund seiner kritischen Haltung gegen das NS-Regime zeitweise in Haft genommen und de facto mit Berufsverbot belegt, Moser, der sich weigerte, sich von seiner jüdischen Frau scheiden zu lassen, durfte wegen seiner Popularität zwar trotzdem weiterarbeiten, wurde aber gezwungen, sich von seiner Frau und seiner Tochter zu trennen, die beide ins Ausland emigrieren mussten. Durch die europäische Filmkrise und den entstehenden Tonfilm konnten sich viele der anderen Darsteller nicht in der Filmbranche halten. Als Hauptdarstellerin diente wie in vielen Filmen Breslauers die spätere Frau des Regisseurs, Anna Milety. Einige bekannte jüdische Darsteller in kleineren Rollen, Gisela Werbezirk, Sigi Hofer und Armin Berg, kamen, ebenso wie auch der nichtjüdische Hans Moser, aus dem Umkreis des Budapester Orpheum und des jüdischen Unterhaltungstheaters und sollten ein entsprechend unterhaltsames Flair mit einbringen. In einer kleinen Rolle als Hausknecht war der populäre Gewichtheber Josef Steinbach zu sehen. Die Darsteller der Juden aus dem Osten sind tatsächlich aus dieser Bevölkerungsschicht engagiert worden, um Stereotype darzustellen. Sie werden im Vorspann nicht einzeln angeführt. Hans Moser erhielt in diesem Film seine erst vierte Leinwandrolle.

## Aufführungsgeschichte und Rekonstruktionen
Der Film hatte seine Uraufführung am 25. Juli 1924 in Wien – als er in den Kinos der Stadt anlief, gab es „Störungen durch nationalistische Aktivisten“. Im Jahr 1933 sorgte der Film ein letztes Mal für Aufsehen, als er im Amsterdamer Theater Carré als Zeichen gegen Hitlerdeutschland gezeigt wurde. Danach geriet der Film weitgehend in Vergessenheit und galt lange Zeit als verschollen.
Die 1933 in Amsterdam gezeigte Kopie des Filmes ist vermutlich jene, die 1991 im Nederlands Filmmuseum entdeckt wurde. Der bereits Zersetzungserscheinungen aufweisende und unvollständige Nitrofilm wurde bald danach vom Bundesarchiv Koblenz „notkopiert“ und im Auftrag des Österreichischen Filmarchivs vom Grazer Unternehmen HS-ART Digital Service mit der bei Joanneum Research entwickelten Software „DIAMANT“ rekonstruiert. Nicht allein musste das Ende aus dem Programmheft erschlossen, die Titel aus dem Niederländischen zurückübersetzt, extrem verblichene Stellen farblich – und damit nachträglich suggestiv – eingefärbt, sondern auch die komplette Vertonung neu eingespielt werden, da unbekannt ist, was die jeweiligen Liveorchester in den Kinosälen beitrugen. Daher muss sich eine Analyse des Films die Frage stellen, ob einzelne Elemente intentional, oder nur aus Verlegenheit hinzugefügt wurden und nun eine falsche Annahme von bewussten expressionistischen Aufmachungen nahelegen. Dies gilt nicht nur in Bezug auf die Rekonstruktion. Beispielsweise wurden für den Dreh einige Bauten von dem Architekten Julius von Borsody aufwändig inszeniert, jedoch zum Teil da man schlichtweg nicht die Erlaubnis erhalten hatte, an Originalschauplätzen zu drehen. Die rekonstruierte, verkürzte und stark nachbearbeitete Version des Films wurde auf VHS kopiert und im Oktober 2008 im Zuge der Erweiterung der Reihe Der österreichische Film als DVD herausgegeben.
Im Oktober 2015 fand ein Filmsammler auf einem Pariser Flohmarkt eine vollständige Kopie des Filmes, welche im Frühjahr 2016 dem Filmarchiv Austria übergeben wurde. Eine vom Filmarchiv initiierte Crowdfunding-Kampagne schaffte es, die finanziellen Mittel für eine Restaurierung des „Most Wanted of Austrias Silent“ einzuwerben. Die Erstaufführung der rekonstruierten Fassung fand am 21. März 2018 im Metro-Kino in Wien statt. Die Musik zu dieser Fassung stammte von Gerhard Gruber,  Adula Ibn Quadr und Peter Rosmanith. Olga Neuwirth komponierte im selben Jahr eine weitere Version. Über die „vielschichtige, hervorragend eingespielte Musik“ hieß es, der Film nehme damit gefangen und werde in seiner Aussage verschärft: „Antisemitismus wird pointiert, gleichzeitig die Bedrohung, die er darstellt.“ Die Literaturnobelpreisträgerin Elfriede Jelinek schrieb anlässlich dieser Edition über den Film: „Die Ausreise aller Juden wird also vollzogen, die Züge fahren, und es erwischt jeden, auch einen, der wie eine Stürmerkarikatur aussieht und lachend erklärt, er sei ja gar kein Jude, was für ein glücklicher Zufall!, im Film ist das noch möglich, später wurden auch diejenigen, die sich nie als Juden gefühlt oder gelebt hatten, der Totalität geopfert, ohne die es keine absolute Macht gibt, die totale Macht, die wir wollen, solange sie nur uns gehört. [...] Die Minderheit muß weg, damit es der Mehrheit besser geht. Das ist wohl Grund genug. Wer zählt schon nach, wie viele Millionen es am Ende gewesen sein werden. Sie werden gut angelegt sein, damit wir alle endlich wieder gut aufgelegt sein können.“

## Editionen
- Die Stadt ohne Juden. Hg.: Georg Hoanzl, DVD, Der österreichische Film (Der Standard, Filmarchiv / Hoanzl), 2008 (= Der österreichische Film #119)
- Die Stadt ohne Juden. Stummfilm von Hans Karl Breslauer (Österreich 1924). Restaurierte Fassung (s/w, 82 min.) mit Filmmusik von Olga Neuwirth und einem Originalbeitrag von Elfriede Jelinek. Blu-ray und DVD, ARTE EDITION / absolut Medien 2019

## Historischer Hintergrund
Die Parallelen zwischen der fiktiven Handlung und der historischen Wirklichkeit zeigen, dass der Zeitgeist der 1920er Jahre sich sowohl in dem Roman als auch im Film widerspiegelt. Wien, als Schnittstelle zwischen Ost und West, war neben Budapest und Warschau die Stadt mit der höchsten jüdischen Bevölkerungsanzahl. Die Juden waren überdurchschnittlich gut im Bankwesen, im Handel und den liberalen Berufen vertreten. Auch viele Anwälte und Ärzte waren Juden. Sie galten als treibende Kraft im politischen und kulturellen Bereich und brachten den deutsch-österreichischen Film mit nach Hollywood. Wobei sie auch Themen aus ihrer Kultur und Migrationserfahrung einbrachten (meist handelte es sich um Männer der bürgerlichen Ober- und Mittelschicht), die – häufig im Klamaukstil und damit beliebt – auch von nicht-jüdischen Kulturschaffenden vereinnahmt wurden.
Auf der anderen Seite wurde auch mit antisemitischen Stereotypen argumentiert, wenn man sich der jüdischen Konkurrenz entledigen oder aber gegen Modernisierungen vorgehen wollte. Auch die Zensur arbeitete stärker zum Wohle des Rufes der Republik, als dass sie wirklich gegen antisemitische Inhalte vorging. Wien war zu dieser Zeit ein buntes Gemisch aus ansässigen und neu eingewanderten Bürgern. Damit entwickelte sich auch innerhalb der jüdischen Gemeinschaft ein gewisses Ressentiment, da die Ortsansässigen sich nicht mit den neu zugewanderten Juden aus dem Osten gleichgesetzt sehen wollten. Um 1919 fanden in Wien besonders viele antisemitische Kundgebungen statt, unter anderem unter dem Banner „Juden raus!“.

## Rezeption

### Zuordnung zum Expressionismus
Gelegentlich wird „Die Stadt ohne Juden“ als Beitrag zum expressionistischen Kino betrachtet. Diese Zuordnung kann sich aber genau genommen nur auf eine einzige Szene gegen Ende des Films beziehen. In dieser Sequenz hat der Antisemit Bernart im Irrenhaus eine Vision, in der er sich u. a. von Davidsternen verfolgt sieht und sich selber für einen Zionisten hält. Die Filmarchitektur dieser Szene ist optisch, mit ihren schiefen Ebenen und schrägen Wänden, deutlich von der Ausstattung des vier Jahre zuvor entstandenen expressionistischen Films Das Cabinet des Dr. Caligari beeinflusst.
Auf inhaltlicher Ebene erscheint der expressionistische Gehalt des Films ansonsten eher gering, da sich der Film nicht um individuelle Ängste und verzerrte Wahrnehmungen zu drehen scheint. Die (Außen-)Kamera kann nicht als „entfesselt“ bezeichnet werden, auch wenn sie in der Szene des betrunkenen Bernart hin und her schwankt. Ebenso bezüglich der mise en scène, dem Schauspiel sowie den Requisiten und Kostümen ist wenig Vergleichbares zu anderen dem Expressionismus zugeordneten Filme auszumachen. Der dokumentarische Stil, wenn auch teilweise in eigentümlicher Weise inszeniert wirkend, erscheint im Ganzen weniger expressionistisch als vielmehr naturalistisch.
Die Maske ist symbolisch aufgeladen, da sie nicht nur Haupt- und Nebendarsteller, sondern auch verschiedene Bevölkerungsgruppen der Hierarchie nach bezeichnet. Protagonisten sind im Hell-Dunkel-Kontrast geschminkt, während Nebendarsteller und Antagonisten meist mit struppigen Bärten versehen sind. Hierbei ist der Unterschied von den assimilierten zu den neu eingewanderten Juden deutlicher, als der der assimilierten Juden zur christlichen Bevölkerung.

### Kritiken
„Die Verfilmung folgt der Buchvorlage in weiten Teilen fast wörtlich, umso utopischer wirkt ihr versöhnlicher Schluss. Am Ende erfährt der überraschte Zuschauer, dass die gesamte dramatische Handlung sich nur im Traum und demnach nicht wirklich ereignet hat. Das kompromissdiktierte Leinwand-Happy-End negiert nicht nur den Sinn von Bettauers Buch, sondern auch den sehr realen historischen Antisemitismus, der darin reflektiert wird. Stattdessen wird eine nicht unbedenkliche und keinesfalls traumhafte Realität dokumentiert. […] Diese, von der literarischen Vorlage völlig abweichende, überraschende Wendung, die das Geschehen als Traumhandlung simplifiziert, kann nicht nur als einfaches dramaturgisches Hilfsmittel angesehen werden, sondern als Musterbeispiel von Verdrängungskunst der österreichischen Seele. Der naive und vielleicht grobe Versuch aus dem Jahre 1924 kann als Generalprobe für das gelesen werden, was nach dem Zweiten Weltkrieg im Land ohne Eigenschaften praktiziert wurde.“

Der Autor distanzierte sich nach der Premiere vollständig von dem Film. Dies geschah offiziell aufgrund der technisch minderwertigen Kopien, die für möglichst hohen Profit in großer Eile hergestellt wurden, mag jedoch auch an der Kritik gelegen haben, die dem literarischen und filmischen Werk in der Folge zuteilwurde.
Dennoch waren die Kinosäle häufig gefüllt – der Film blieb aber sowohl in Österreich als auch in Berlin und New York (The City without Jews), wo der Film 1926 bzw. 1928 Premiere hatte, deutlich hinter dem Erfolg des Buches zurück. Bei den Aufführungen kam es teilweise zu Krawallen: Nationalsozialisten warfen Stinkbomben in Kinosäle. In Linz wurde die Aufführung des Films sogar verboten. Die rechte Presse forderte, die Republik vor diesen Verunglimpfungen zu schützen und startete ihre Hetzkampagne. Zum Teil wegen dieses Films, zum Teil wegen anderer Publikationen. Am 10. März 1925 wurde Bettauer vom zeitweiligen NSDAP-Mitglied Otto Rothstock ermordet. Der Mörder wurde als Held gefeiert. Zwar wurde dieser von den Geschworenen für schuldig befunden, aber der Richter erkannte auf Freispruch wegen Unzurechnungsfähigkeit und verfügte die Einweisung in eine psychiatrische Anstalt, aus der er Ende Mai 1927 entlassen wurde. Bei den Kritikern jener Zeit fiel der Film fast einheitlich durch und auch die vielen Zeitschriften, die den Film ausgiebig beworben hatten, verloren hinterher oft kein Wort mehr darüber. Man kann den neutraleren Rezensionen entnehmen, dass vor allem die filmtechnische Ebene als mangelhaft bewertet wurde. Darüber hinaus wurde neben der – durchaus authentischen versöhnlichen ersten – eine zweite Botschaft wahrgenommen, die Anstoß erregte. Die Arbeiter-Zeitung schrieb hierzu: „Dieser antisemitelnde, gegen den Antisemitismus gerichtete Film, ist auch rein filmmäßig miserabel.“ Ein anderer Kommentar lautet: „Auch Kitsch muss gekonnt sein.“ Die Verleihfirma reagierte daraufhin mit dem Vorspanntext, dass es sich um ein Tendenzstück handele und man Missfallen bitte nicht laut äußern solle. Doch konnte sie die tatsächliche Wirkung damit nicht unterbinden.
Zwischen der vermeintlich prophetischen Voraussicht und den Aussagen durch die Darstellungsweisen kann eine große Verunsicherung entstehen. Tatsächlich handelt es sich vielmehr um einen Unterhaltungsroman, dessen antisemitische Bildsprache und, auf literarischer Ebene, unhinterfragter Erzählerkommentar sowohl in damaligen als auch in heutigen Rezensionen problematisiert wird. Die Figuren bewegen sich vor allem im Film zwischen Exotismus und Stereotypen. Die Juden haften dem Fremden an und sind in ihrem Leiden verhaftet. Es wird kein Ausgleich zwischen körperlichen, kulturellen und religiösen Zeichen geschaffen. Damit orientieren sich hier antisemitische Muster zwischen Satire, Drama und Judenleidpoesie. Weder durch den Erzählerkommentar der literarischen Vorlage noch durch die filmische Darstellung werden die aufgebauten Klischees zerstört oder zumindest satirisch ausgehebelt. Im Gegenteil werden sie sogar manifestiert. Präsuppositionen sind der verschwörerische Einfluss der Juden auf die Welt sowie ganz spezielle Charaktereigenschaften, die jedem Juden anhaften sollen und die es nicht zuletzt Leo möglich machen, die Juden durch List, Bestechung und Betrug zurückholen zu können. Zugleich wird dies durch die Figur selbst – und in Bezug auf sie – verbalisiert und gutgeheißen. Der Normalität des Antisemitismus in den zwanziger Jahren des zwanzigsten Jahrhunderts setzen weder der Roman und noch weniger der Film in seiner Aufrechterhaltung von Klischees wirklich etwas entgegen.
Zu einzelnen Aspekten des Films finden sich in der marginalen offiziellen Sekundärliteratur sowie in den vereinzelten alternativen Quellen teilweise widersprüchliche Angaben, so dass der Film eines einheitlichen und erschöpfenden Forschungskonsenses entbehrt.